# Tomita Tsunejirō
Pour les articles homonymes, voir Tsunejirō.
Tomita Tsunejirō (富田常次郎, Tsunejirō Tomita), né le 28 février 1865 à Numazu (préfecture de Shizuoka) et mort le 13 janvier 1937, est un judoka japonais, un des premiers disciples de cette discipline.

## Biographie
Tomita Tsunejirō a été le premier élève de Jigorō Kanō, le fondateur du judo.